# Jailbreak (iOS)

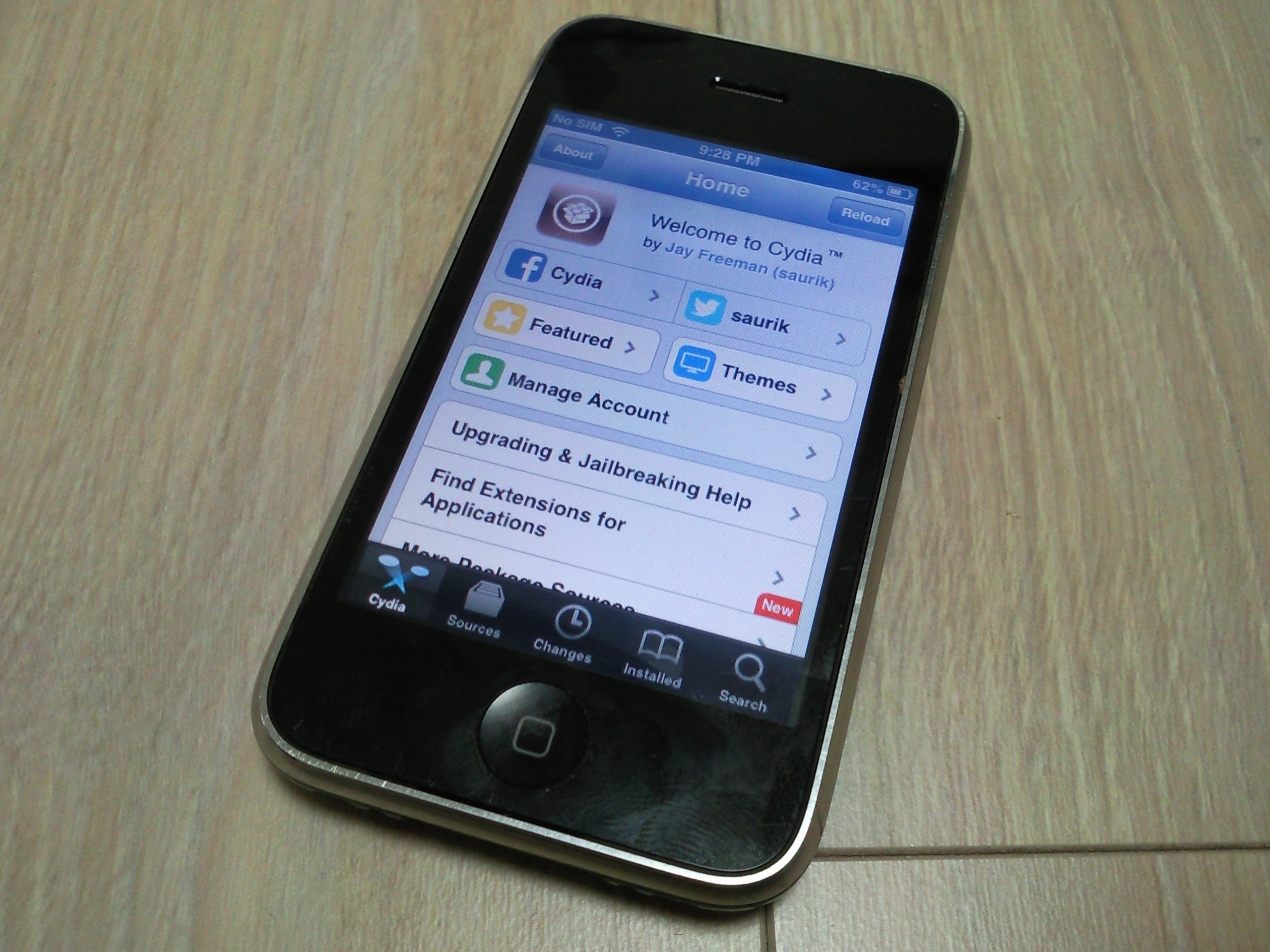
iOS magazin de jailbreak, Cydia

Procesul de jailbreaking este o activitate care permite utilizatorilor de iPad, iPhone sau iPod Touch să instaleze aplicații terțe pe dispozitivele lor, modificând fișierele de sistem originale din iOS. Odată efectuat procesul de jailbreak, utilizatorii de iPhone pot descărca un număr mai mare de extensii și teme, altfel indisponibile în App Store, pe canale neoficiale cum ar fi Cydia. Un terminal trecut prin acest proces, poate folosi în continuare App Store și iTunes.
Rezultatele procesului de jailbreak diferă de o deblocare SIM obșnuită, care doar permite utilizatorului să folosească dispozitivul în orice rețea. Potrivit Apple, modificările aduse sistemului de operare pot conduce la anularea garanției, deși dispozitivul poate fi restabilit la setările din fabrică prin intermediul aplicației iTunes.
Fondatorul Cydia, Jay Freeman(Saurik), estimează că peste 11% din iPhone-uri au beneficiat de jailbreaking.